# Wiewiórczak rdzawobrzuchy
Wiewiórczak rdzawobrzuchy (Callosciurus erythraeus) – gatunek gryzonia z rodziny wiewiórkowatych (Sciuridae), zamieszkujący północno-wschodnie tereny Azji południowej – w znacznym rozmiarze w centralnych i południowych Chinach i kontynentalnej południowej Azji. Introdukowane populacje występują w
Japonii, Argentynie, we Francji, w Holandii i w Belgii. C. erythraeus jest uznawany za gatunek inwazyjny.

## Systematyka
Naukowcy rozróżniają kilkadziesiąt podgatunków wiewiórki wiewiórczak rdzawobrzuchy:
- C. erythraeus erythraeus
- C. erythraeus atrodorsalis
- C. erythraeus bartoni
- C. erythraeus bhutanensis
- C. erythraeus bonhotei
- C. erythraeus castaneoventris
- C. erythraeus erythrogaster
- C. erythraeus flavimanus
- C. erythraeus gloveri
- C. erythraeus gordoni
- C. erythraeus griseimanus
- C. erythraeus harringtoni
- C. erythraeus hendeei
- C. erythraeus hyperythrus
- C. erythraeus intermedius
- C. erythraeus michianus
- C. erythraeus ningpoensis
- C. erythraeus pranis
- C. erythraeus rubeculus
- C. erythraeus shanicus
- C. erythraeus siamensis
- C. erythraeus sladeni
- C. erythraeus styani
- C. erythraeus thai
- C. erythraeus thaiwanensis
- C. erythraeus zimmeensis

Powyższa lista nie jest jednak kompletna, bowiem w Tajlandii, Laosie i w Wietnamie odnotowano wiele nie opisanych form i populacji.

## Budowa ciała
Wiewiórczak rdzawobrzuchy jest gryzoniem o średniej wielkości. Długość tułowia (wraz z głową) wynosi 20 cm do 26 cm. Masa ciała dorosłego osobnika to 309-435 g, według innych źródeł ok. 272 g. Ogon jest puszysty i ma długość zbliżoną do długości tułowia – 17 do 20 cm. Ubarwienie futra oliwkowo-brązowe w części grzbietowej, a czerwone w części brzusznej. Od ubarwienia siostrzanego gatunku C. notatus odróżnia go brak czarnych lub cielistych pasów wzdłuż boków. Poszczególne populacje oddalone od siebie geograficznie mogą jednak wykazywać znaczne zróżnicowanie ubarwienia. Maksymalną długość życia w niewoli określono na 17 lat.
| Część ciała                     | samiec   | samica   | dorosłe osobniki |
| ------------------------------- | -------- | -------- | ---------------- |
| średnia długość tułowia z głową | 227,0 mm | 217,4 mm | 209,3 mm         |
| średnia długość ogona           | 205,3 mm | 216,6 mm | 176,9 mm         |
| średnia masa ciała              | 359,2 g  | 375,1 g  | 286,5 g          |

## Ekologia
Wiewiórczak rdzawobrzuchy jest wiewiórką o dziennym, nadrzewnym trybie życia. W południowej części Azji jest gatunkiem łowionym na pożywienie.

## Rozmieszczenie geograficzne
Gatunek występuje w Azji południowo-wschodniej: w Bangladeszu, Kambodży, Chinach, Indiach, Laosie, Malezji, Mjanmie, Wietnamie oraz na Tajwanie. Począwszy od  1930 roku gatunek wielokrotnie implementowano w różnych częściach Japonii. W latach 70. XX wieku introdukowany był w Villa Flandria w Argentynie, oraz w Cap d'Antibes koło Antibes we Francji, w 1998 w Holandii, a w 2000 w Belgii. Wiewiórczak rdzawobrzuchy jest uznawany za gatunek inwazyjny.
Wiewiórczak rdzawobrzuchy zamieszkuje górskie tereny leśne, ale chętnie występuje też w przyległych do nich obszarach uprawnych. Gatunek występuje w górach na wysokości ponad 3000 m n.p.m., ale w Malezji spotykany jest na wysokości ponad 900 m n.p.m..